# FLIR Systems
FLIR Systems ist ein US-amerikanisches Unternehmen mit Hauptsitz in Wilsonville im Bundesstaat Oregon. Das Unternehmen entwickelt und fertigt unter anderem Wärmebildkamera-Systeme und Messinstrumente für Industrie, Sicherheitsorgane und Streitkräfte.
Über die Tochtergesellschaften Endeavor Robotics und Prox Dynamics ist FLIR an der Entwicklung von Robotern, vor allem für den militärischen Einsatz, beteiligt.
FLIR wurde 1978 gegründet und entwickelte Wärmebildkameras besonders für Forward Looking Infrared (FLIR) für luftgestützte Anwendungen. Gegen Ende der 1980er Jahre entwickelte man die Kameras weiter für die genaue Messung von Temperaturen und -unterschieden. Das Unternehmen übernahm 1990 die thermographische Abteilung der Hughes Aircraft Company. Im November 2016 wurde verkündet, dass FLIR die Firma Prox Dynamics AS, einen norwegischen Hersteller von miniaturisierten Unbemannten Luftfahrzeugen (UAS), für 134 Millionen US-Dollar übernehmen werde. Prox Dynamics ist der Entwickler der Hubschrauberdrohne PD-100, welche auch die Bundeswehr einsetzt. Im Februar 2019 folgte die Übernahme von Endeavor Robotics, einem ehemaligen Geschäftsbereich des Roomba-Herstellers iRobot. Endeavor Robotics produziert Roboter, die unter anderem durch das Militär zur Entschärfung von Sprengkörpern genutzt werden können.

Logo von Teledyne FLIR

Am 4. Januar 2021 wurde bekanntgegeben, dass Teledyne Technologies das Unternehmen für 8 Milliarden Dollar übernehmen wird. Der neue Firmenname lautet Teledyne FLIR.